# Meander Chrenovky
Meander Chrenovky je přírodní památka v katastrálním území obce Dolný Ohaj v okrese Nové Zámky v Nitranském kraji na Slovensku. Území bylo vyhlášeno v roce 1984 a jeho rozloha je 0,96 hektaru. Předmětem ochrany je uzavřený meandr Chrenovky s břehovými porosty.